# 7종경기

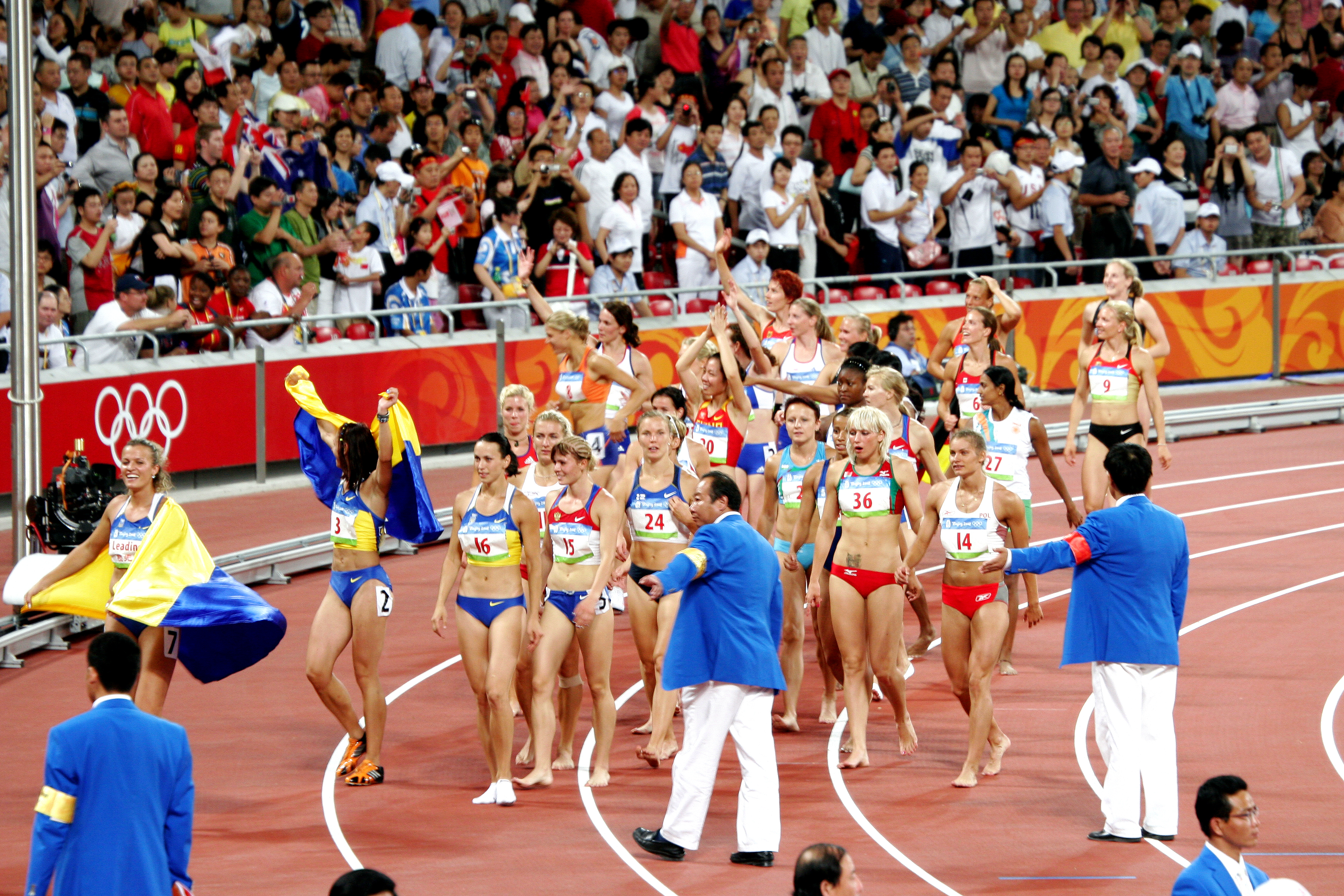
2008년 베이징 올림픽 육상 7종경기

7종경기는 7개의 종목으로 구성된 육상 경기의 혼성 종목이다. 그 명칭은 그리스어 hepta (7)와 ἄθλος (áthlos 또는 ἄθλον, "솜씨"를 의미하는 áthlon)에서 비롯된다. 7종경기에서 활약하는 선수는 7종경기 선수라고한다. 
여자 7종경기는 1980년대에 처음 소개되었으며, 1984년 올림픽에서 처음 등장했다. 

## 개요
국제육상연맹이 지금까지의 5종 경기를 대신하여 1981년에 올림픽 종목으로 채택하였다. 경기 방식은 2일간 연속 치러지는데, 첫째 날에는 100m 허들·높이뛰기·투포환·200m 달리기, 둘째 날에는 멀리뛰기·창던지기·800m달리기순으로 실시된다. 순위는 혼성 경기 득점표에 따라 각 종목의 종합 득점으로 정한다.

## 같이 보기
- 트라이애슬론
- 5종 경기
- 근대5종
- 십종 경기
- 바이애슬론
- 노르딕 복합